# 瑪麗斯堡 (明尼蘇達州)
瑪麗斯堡（英語：Marysburg）是位於美國明尼蘇達州布盧厄斯縣詹姆斯敦鎮區及勒蘇爾縣華盛頓鎮區的一個非建制地區。

## 地理
瑪麗斯堡所處的海拔為高於海平面320米（即1050英呎），而該地所採用的時區為UTC-6，即北美中部時區（CST）。同時該地設有夏令時間，為UTC-6調快一小時，即UTC-5（CDT）。